# Wprowadzenie ruchu prawostronnego w Czechosłowacji

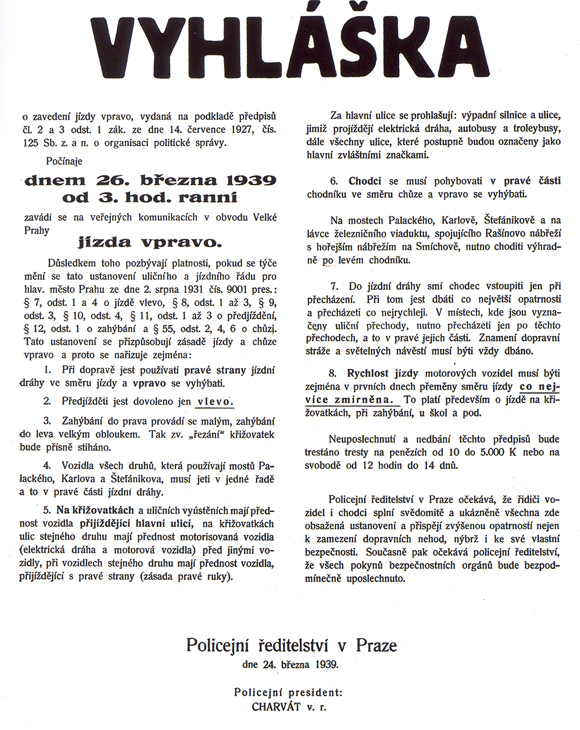
Obwieszczenie o zmianie ruchu w Pradze

Wprowadzenie ruchu prawostronnego w Czechosłowacji nastąpiło w kilku etapach. W podpisanej w Paryżu w 1926 roku międzynarodowej konwencji o ruchu samochodowym (ang. International Convention on Motor Traffic, zwana też Paris Convention on Motor Traffic) państwa-sygnatariusze zobowiązały się do wprowadzenia ruchu prawostronnego w dogodnym czasie. W roku 1931 Czechosłowacja obiecała, że wycofa ruch lewostronny w ciągu pięciu lat – jednak dopiero w 1938 zdecydowała się na tę zmianę, przy czym miała ona wejść w życie 1 maja 1939.
Po aneksji przez III Rzeszę Kraju Sudetów na jego terenie ruch prawostronny wprowadzono 10 października 1938.
Zajęcie 15 marca 1939 przez Niemcy czeskiej części Czechosłowacji przyspieszyło przejście na ruch prawostronny. Wprowadzono go rozkazem naczelnego dowódcy niemieckich wojsk lądowych, Walthera von Brauchitscha, w Ostrawie już pierwszego dnia okupacji, na pozostałym obszarze (z wyjątkiem Pragi) Protektoratu Czech i Moraw dwa dni później (17 marca), a w samej Pradze od godziny 3 nad ranem 26 marca 1939 roku.
Na Słowacji ruch prawostronny wprowadzano w latach 1939–1941.